# White Room (canção)
"White Room" é uma canção da banda de rock britânica Cream, composta pelo baixista Jack Bruce com letras do poeta Pete Brown. A música está presente no álbum Wheels of Fire, de 1968. Foi lançada como single em Setembro de 1968.

## Sobre a composição
Pete Brown, autor da letra e co-autor da composição, afirma que a inspiração para a letra surgiu após um período de uso excessivo de álcool e drogas. Brown afirma que na sala de paredes brancas de seu apartamento, teve uma terrível experiência com drogas e quis parar e recomeçar a vida. Os versos são geralmente compostos por quatro sílabas.

## Recepção e crítica
O single chegou ao 6.º lugar na Billboard Hot 100, ficando 11 semanas no chart. Alcançou o 28.º lugar nas paradas do Reino Unido, e o 1.º lugar na Austrália. Aparece na publicação 500 melhores canções de todos os tempos, da revista Rolling Stone, na 376.ª posição.